# Моріяма Юкімі
Моріяма Юкімі (9 серпня 1996) — японська плавчиня. Учасниця Чемпіонату світу з плавання на короткій воді 2018, де в попередніх запливах на дистанції 800 метрів вільним стилем посіла 9-те місце і не потрапила до фіналу.